# Umarali Rahmonaliyev
Umarali Muammadali o'g'li Rahmonaliyev (Namangan, 18 agosto 2003) è un calciatore uzbeko, centrocampista del Sabah in prestito dal Rubin.

## Carriera

### Club
Rahmonaliyev è cresciuto nel settore giovanile del Bunyodkor dove ha debuttato il 13 agosto 2021 nell'incontro di O'zbekiston Superligasi vinto 3-2 contro il Paxtakor. Il 22 ottobre dello stesso anno ha segnato il suo primo gol nel successo per 3-1 contro il Turon Yaypan.
Il 18 agosto 2022 è stato acquistato dal Rubin, con un contratto valido a partire da gennaio 2023.

### Nazionale
Il 7 maggio 2023 è stato incluso nella lista dei convocati per il Mondiale Under-20.

## Statistiche

### Presenze e reti nei club
Statistiche aggiornate al 21 novembre 2023.
| Stagione        | Squadra         | Campionato      | Campionato | Campionato | Coppe nazionali | Coppe nazionali | Coppe nazionali | Coppe continentali | Coppe continentali | Coppe continentali | Altre coppe | Altre coppe | Altre coppe | Totale | Totale | Totale |
| Stagione        | Squadra         | Comp            | Pres       | Reti       | Comp            | Pres            | Reti            | Comp               | Pres               | Reti               | Comp        | Pres        | Reti        | Pres   | Reti   |        |
| --------------- | --------------- | --------------- | ---------- | ---------- | --------------- | --------------- | --------------- | ------------------ | ------------------ | ------------------ | ----------- | ----------- | ----------- | ------ | ------ | ------ |
| 2021            | Bunyodkor       | SL              | 4          | 1          | CU              | 2               | 0               |                    | -                  | -                  |             | -           | -           | 6      | 1      |        |
| 2022            | Bunyodkor       | SL              | 21         | 7          | CU              | 4               | 1               |                    | -                  | -                  |             | -           | -           | 25     | 8      |        |
| gen.-giu. 2023  | Rubin           | PFN             | 4          | 0          | CR              | 0               | 0               |                    | -                  | -                  |             | -           | -           | 4      | 0      |        |
| 2023-2024       | Rubin           | PL              | 9          | 0          | CR              | 5               | 0               |                    | -                  | -                  |             | -           | -           | 14     | 0      |        |
| Totale carriera | Totale carriera | Totale carriera | 38         | 8          |                 | 11              | 1               |                    | -                  | -                  |             | -           | -           | 49     | 9      |        |

## Palmarès

### Club

#### Competizioni nazionali
- Pervaja Liga: 1

Rubin: 2022-2023
- Coppa d'Azerbaigian: 1

Sabah: 2024-2025